# Erginulus roeweri
Erginulus roeweri is een hooiwagen uit de familie Cosmetidae.